# Moto Blanco
Moto Blanco jsou DJs pocházející z Anglie ve složení Danny Harrison a Arthur Smith. Hrají převážně elektronickou hudbu.

## Diskografie

### Zprávy
- Satisfied (2003)
- 3 AM (2004)
- Black Sugar (2005)

### Remixy
- Adele – Set Fire to the Rain (2011)
- Agnes – Release Me (2009)
- Akon – Dangerous (2008)
- Alexandra Burke featuring Flo Rida – Bad Boys (2009)
- Amanda Morra – Rebel for Life (2011)
- Anastacia – Absolutely Positively (2009)
- Annie Lennox – Sing (2007)
- Booty Luv – Shine (2007)
- Brandy – Right Here (Departed) (2008)
- Brit & Alex – Let It Go (2008)
- Buzz Junkies featuring Elesha – Don't Mess With My Man (2007)
- Buzz Junkies featuring Elesha – If You Love Me (2007)
- Cee Lo Green – Cry Baby (2011)
- Cheryl Cole – Fight For This Love (2009)
- Christian Falk featuring Robyn – Dream On (2008)
- Ciara – Get Up (2006)
- D.O.N.S featuring Technotronic – Pump Up The Jam (2005)
- Dalal – Taste the Night (2011)
- Daniel Merriweather – Red (2009)
- Dannii Minogue and Soul Seekerz – Perfection (2005)
- Eighteen featuring Stephanie Mills – (You're Putting a) Rush on Me (2007)
- Enrique Iglesias – Can You Hear Me (2008)
- Enrique Iglesias featuring Sean Garrett – Away (2009)
- Enrique Iglesias featuring Ciara – Takin' Back My Love (2009)
- Erasure – Be With You (2011)
- Erika Jayne – Stars (2008)
- Erika Jayne – Rollercoaster (2010)
- Esmée Denters – Outta Here (2009)
- Flipsyde – When It Was Good (2009)
- Fugative – Crush (2010)
- Gabriella Cilmi – Hearts Don't Lie (2010)
- Geneva – Karma (2011)
- George Michael featuring Mutya Buena – This Is Not Real Love (2006)
- J Latif – Anonymous (2011)
- Janet Jacksonová – Make Me (2009)
- Janet Jacksonová – Feedback (2007)
- Jennifer Hudson – Spotlight (2008)
- Jennifer Hudson – Everybody Needs Love (2011)
- Jennifer Lopez – Do It Well (2007)
- Jennifer Lopez – Hold It Don't Drop It (2007)
- Jennifer Lopez – Louboutins (2010)
- Jessica Jarrell – Almost Love (2010)
- Jessie Malakouti – Standing Up For The Lonely (2010)
- Joe Jonas – Just in Love (2011)

- Keri Hilson featuring Ne-Yo & Kanye West – Knock You Down (2009)
- Lady Gaga – Paparazzi (2009)
- Leona Lewis – Bleeding Love (2007)
- Leona Lewis – Forgive Me (2008)
- Lionel Richie – I Call It Love (2006)
- Mariah Carey – I Want To Know What Love Is (2009)
- Mark Morrison – Innocent Man (2008)
- Mark Morrison featuring Tanya Stephens – Dance 4 Me (2008)
- Mary J. Blige – Be Without You (2005)
- Mary J. Blige – Just Fine (2008)
- Mary J. Blige – I Am (2010)
- Matt Zarley – WTF (2011)
- Maverick Sabre – I Need (2011)
- Michelle Williamsová – We Break the Dawn (2008)
- Miley Cyrus – See You Again (2008)
- Mika – Love Today (2007)
- Mutya Buena – Real Girl (2007)
- Natalia Kills – Mirrors (2010)
- Natalia Kills featuring will.i.am – Free (2011)
- Natasha Bedingfield – Angel (2007)
- Novena – When I'm With You (2009)
- Parade – Perfume (2011)
- Pussycat Dolls featuring Snoop Dogg – Bottle Pop (2009)
- Pussycat Dolls – I Hate This Part (2008)
- Pixie Lott – Boys And Girls (2009)
- Rihanna – Good Girl Gone Bad (2008)
- Rihanna – SOS (2006)
- Robin Thicke featuring Mary J. Blige – Magic Touch (2008)
- Robin Thicke – Sex Therapy (2010)
- September – Resuscitate Me (2010)
- Shakira – She Wolf (2009)
- Shayne Ward – Gotta Be Somebody (2010)
- Shayne Ward – If That's OK with You (2007)
- Solange – I Decided – (2008)
- Sophie Ellis-Bextor – Catch You (2007)
- T2 – Butterflies (2008)
- Timbaland featuring SoShy and Nelly Furtado – Morning After Dark (2009)
- The Saturdays – If This Is Love (2008)
- The Wanted – Gold Forever (2011)
- Wideboys featuring Clare Evers – Bomb the Secret (2007)
- Will Young – Jealousy (2011)
- Wretch 32 featuring Example – Unorthodox (2011)
- Xpress 2 featuring David Byrne – Lazy (2008)
- Zoe Badwi – Freefallin' (2010)